# Borštnik
Borštnik je priimek v Sloveniji, ki ga je po podatkih Statističnega urada Republike Slovenije na dan 1. januarja 2010 uporabljo 148 oseb in je med vsemi priimki po pogostosti uporabe uvrščen na 3.028. mesto.

## Znani nosilci priimka
- Anamarija Borštnik, dr. fizike
- Božo Borštnik (1889—1974), novinar, prevajalec
- Branko Borštnik (*1944), kemijski fizik, univ. prof.
- France Borštnik (1921—?), politik, gospodarstvenik
- Ignacij Borštnik (1858—1919), gledališki igralec, režiser in pedagog
- Jože Borštnik (?—2005), žganjar s Krke: brinjevec pošiljal  državnikom po svetu
- Maks Borštnik (1923—1999), gledališčnik v Argentini
- Miklavž Borštnik, diplomat
- Milica Borštnik-Miron(ova) (1894—1977), pisateljica, mladinska pisateljica, dramatičarka
- Pavle Borštnik (1925—2020), izseljenski publicist (ZDA) ("Pozabljena zgodba slovensle nacionalne ilegale")
- Rudolf (Rudi) Borštnik (1923—2021), salezijanec (inšpektor 1976–82), duhovnik, pedagog, misijonar v Albaniji
- Vladimir Borštnik (1886—?, po 2. sv.v. v Ameriki), prevajalec
- Zofija Borštnik (r. Turk, umetniško ime Zvonarjeva) (1868—1948), gledališka igralka